# Chris MacManus
Chris MacManus (ur. 13 marca 1973 w Londynie) – irlandzki polityk i samorządowiec, poseł do Parlamentu Europejskiego IX kadencji.

## Życiorys
Jego ojciec Seán MacManus działał w Sinn Féin. Jego brat Joseph MacManus był bojownikiem Prowizorycznej Irlandzkiej Armii Republikańskiej, zginął w 1992 w trakcie jednej z akcji zbrojnych tej organizacji.
Chris MacManus ukończył Institute of Technology w Sligo (ze specjalizacją w zakresie elektroniki). Sam również zaangażował się w działalność polityczną w ramach Sinn Féin, obejmując różne funkcje w jej strukturach. W 1999 został radnym miejskim w Sligo, funkcję tę pełnił przez 15 lat. W 2017 zasiadł w radzie hrabstwa Sligo, zastępując w niej swojego ojca. W marcu 2020 objął mandat posła do Europarlamentu IX kadencji, gdy miejsce w PE zwolnił wybrany do Dáil Éireann Matt Carthy.